# Manifestations albanaises de 2011
Les manifestations albanaises de 2011 sont une série de manifestations anti-gouvernementales dans les principales villes d'Albanie. Ces événements surviennent dans un contexte de conflit politique, à la suite d'une fraude électorale par le gouvernement dénoncée par l'opposition il y a 18 mois, et d'accusation de corruption de l'État. En s'inspirant des révolutions démocratiques dans les pays arabes, entre 20 000 (selon le gouvernement) et 200 000 (selon l'opposition) personnes se sont réunies le 21 janvier dans les rues de Tirana, la capitale. Par la suite, le vice-Premier ministre a donné sa démission. Outre l'aspect politique, les manifestants réclament comme en Tunisie ou encore en Égypte un arrêt de la corruption et une lutte contre le chômage et la pauvreté.

## Contexte

### Accusation de fraude électorale
Comme chaque élection, les contestations des résultats en vigueur sont massives et importantes. Des soupçons importants de fraude électorales sont émis par l'opposition albanaise. De plus, celle-ci critique également la lenteur du dépouillement des bulletins de vote et retardent la proclamation des candidats. La fraude aurait également frappé les observateurs étrangers venus constater la situation sur place. Ce serait le parti démocratique albanais qui serait responsable des fraudes, en bourrant des urnes et faisant de fausses signatures.

### La corruption supposée du gouvernement
Cinq assesseurs du parti démocratique albanais, la formation du Premier ministre Sali Berisha, auraient été coupables de fraude électorale à Ruzhide, village du Sud de l'Albanie, lors des élections législatives de juin 2009. La plupart des faux votants seraient des travailleurs grecs installés en Albanie. Selon la majorité au pouvoir, ce genre de corruption ne serait qu'un cas isolé, ce que contredit le parti socialiste albanais, et d'autres formations politiques.
L'économie noire serait par ailleurs importante, et l'indice de perception de la Transparency International notait l’Albanie à 2,5/10 (sachant que les 10 points sont accordés aux pays qui ne sont pas considérés comme corrompus). L'Albanie a été également classée au 92e rang sur les 133 pays corrompus. La source d'un telle corruption serait lié aux « barons du crime », qui pourrait vivre sans jamais être punis par la loi en vigueur. 

### Le chômage et la pauvreté
En 2010, le taux de chômage était égal à 13 % de la population active, ce nombre étant passé à 13,7 % en 2011. 
12,5 % de la population vivait sous le seuil de pauvreté en 2008 sachant qu'en 2004 c'était 25 % de la population qui était touchée, la pauvreté a donc diminué de moitié en seulement quatre ans, situation qui est en constante amélioration depuis 2001, cette année-là, 30 % de la population vivait sous le seuil de pauvreté. On estime qu'aujourd'hui le seuil de pauvreté est en dessous de 10 %

## Protestations
Le 21 janvier 2011, une manifestation fait plusieurs morts et des blessés. Les manifestations se poursuivent au mois de février, cette fois, sans incident.